# フェニルシラトラン
フェニルシラトラン(phenylsilatrane)は、殺鼠剤に使われる痙攣誘発薬である。